# Ferfried Prinz von Hohenzollern

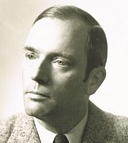
Ferfried Prinz von Hohenzollern (1975)

Ferfried Maximilian Pius Meinrad Maria Hubert Michael Justinus Prinz von Hohenzollern (* 14. April 1943 in Umkirch; † 26. September 2022 in München) war ein deutscher Tourenwagen-Rennfahrer. Er entstammte der schwäbischen Linie Hohenzollern-Sigmaringen des Hauses Hohenzollern.

## Leben
Ferfried Prinz von Hohenzollern wurde als jüngster Sohn von Friedrich von Hohenzollern und dessen Gattin Margarete auf Schloss Umkirch geboren. Papst Pius XII. war sein Taufpate. Sein Vater nannte sich der Tradition folgend „Fürst“ und war bis 1965 das Oberhaupt des Hauses Hohenzollern-Sigmaringen; seine Mutter gehörte als Tochter des letzten sächsischen Königs Friedrich August III. zur Linie der albertinischen Wettiner.

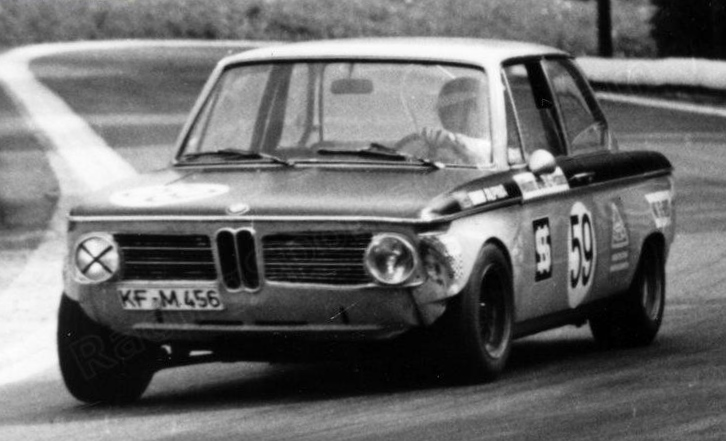
Hohenzollern bei einem Rennen mit einem BMW 1600 im Mai 1969 in Brünn

Nach einem Jurastudium bestritt Hohenzollern ab 1966 als Privatfahrer mit eigenem BMW-Fahrzeug regelmäßig Rennen in Europa, was 1969 zur Aufnahme in das BMW-Werksteam führte. Im Jahr 1971 war er als BMW-Werksfahrer mit einem BMW 2002 der Gewinner des zweiten 24-Stunden-Rennens auf dem Nürburgring. Hohenzollern und Gerold Pankl lieferten sich in dem Rennen einen Dreikampf mit Rüdiger Faltz/Hans-Jürgen Schulte-Oversohl und Karl-Heinz Eisenschenk/Hans-Günther Stoffel. Nach 36 Jahren Abwesenheit vom aktiven Rennsport nahm er 2007 für das private Motorsport-Team Live-Strip.com Racing am 24-Stunden-Rennen auf dem Nürburgring teil. Als Rennfahrzeug wurde ein BMW M3 Compact benutzt.
Im September 2022 starb Hohenzollern in München an Herzversagen. Er hinterließ seine langjährige Lebensgefährtin, mit der er ein gemeinsames Grab auf dem Nordfriedhof in München hat, wo er am 24. Oktober 2022 beigesetzt wurde.

## Ehen
Am 21. September 1968 heiratete Hohenzollern auf Schloss Sigmaringen Angela von Morgen (* 11. November 1942; † 11. Januar 2019), Tochter von Ernst von Morgen und dessen Ehefrau Margarethe, geborene Gräfin von Görtz. Die Ehe, aus der zwei Töchter hervorgingen, wurde 1973 geschieden. Morgen heiratete 1979 den Schauspieler Fritz Wepper.
In zweiter Ehe heiratete Hohenzollern am 7. April 1977 Eliane Etter (* 4. Mai 1947). Die Ehe wurde 1987 geschieden. Aus dieser Ehe stammen eine Tochter und ein Sohn.
In dritter Ehe heiratete er 1999 Maja Synke Meinert (* 8. Oktober 1971). Die kinderlose Ehe wurde 2007 geschieden.

## Medienauftritte
Im Jahr 2004 machte der zu dieser Zeit in dritter Ehe verheiratete Hohenzollern seine Beziehung zu Tatjana Gsell über die Medien öffentlich. Ab dem 8. Mai 2006 strahlte der Privatsender RTL II die vierteilige Doku-Soap Tatjana & Foffi – Aschenputtel wird Prinzessin aus.
Beim Fernsehsender BonGusto moderierte er zusammen mit Birte Karalus mehrmals als Co-Moderator die Sendung Royal Dinner.

## Verwandtschaft
Sein Ururgroßvater Karl Anton war bis 1849 der letzte regierende Fürst von Hohenzollern-Sigmaringen. Hohenzollern hatte drei Brüder und drei Schwestern. Sein Bruder Friedrich Wilhelm war bis 2010 Chef des Hauses Hohenzollern-Sigmaringen; sein Neffe Karl Friedrich ist seither das Oberhaupt der Familie. Hohenzollerns Bruder Johann Georg heiratete Birgitta von Schweden.
Durch Hohenzollern fand sein Neffe Leopold von Bayern ebenfalls Interesse am professionellen Rennsport.

## Trivia
In dem Film Neues vom Wixxer von 2007 sieht man eine satirische Inszenierung einer adligen Hochzeit, bei der in Anspielung auf Ernst August von Hannover Bräutigam „Fiffi, Prinz Verfried von Hohenprollern“ einen Fotografen ins Gesicht schlägt und an den Eingang der Kirche uriniert.

## Statistik

### Rennresultate

#### 1968
- 24. März 1968, 4 h Monza (Div. 2 + 3), Porsche 911, zweiter Platz
- 25. April 1968, 1000 km Monza, Porsche 911 T, DNF
- 16. Juni 1968, Hockenheim Grand Touring, Porsche 911 T, erster Platz
- 23. Juni 1968, Deutsche-Automobil-Rundstrecken-Meisterschaft Mainz-Finthen, Porsche 911 T, erster Platz
- 7. Juli 1968, 6 h Nürburgring, Porsche 911, DNF
- 21. Juli 1968, Solituderennen Hockenheim (GT + TS), Porsche 911 T, erster Platz
- 18. August 1968, Grand Prix Brno (Tschechoslowakei), Porsche 911, dritter Platz
- 8. September 1968, Deutsche-Automobil-Rundstrecken-Meisterschaft Ulm-Laupheim, Porsche 911 T, dritter Platz
- 1. Dezember 1968, Hockenheim Finale, Porsche 911 T

#### 1969
- 13. April 1969, ETCC Aspern (Div. 1 + 2), BMW 1600
- 20. April 1969, 1 h Belgrade (Div. 2 + 3), BMW 1600, 7. Platz
- 25. April 1969, 1000 km Monza, Porsche 911 T, DNF
- 4. Mai 1969, Targa Florio, Porsche 911 T, 48. Platz
- 4. Mai 1969, Targa Florio, Porsche 911 S, T-Car
- 11. Mai 1969, 2 h Budapest, BMW 1600
- 25. Mai 1969, GP Brno, BMW 1600, dritter Platz
- 25. Mai 1969, GP Brno, BMW 1600
- 1. Juni 1969, 1000 km Nürburgring, Porsche 911 T, DNF
- 22. Juni 1969, 6 h Brands Hatch, BMW 1600, DNS
- 6. Juli 1969, 6 h Nürburgring, BMW 1600, 4. Platz
- 27. Juli 1969, 24 h Spa, BMW 1600, DNA
- 27. Juli 1969, 24 h Spa, BMW 1600, DNF
- 10. August 1969, 1000 km Zeltweg, Porsche 910, 14. Platz
- 31. August 1969, ETCC Zandvoort (Div. 2), BMW 1600, 4. Platz
- 28. September 1969, 3 h Jarama, BMW 1600, 5. Platz
- 12. Oktober 1969, 1000 km Paris, Porsche 910, 7. Platz
- 19. Oktober 1969, Hessenpreis Hockenheim (GT + 1.6), Porsche 911 T, 7. Platz
- 1969, Tourenwagen-Europameisterschaft Division 2, BMW 1600, dritter Platz[7]

#### 1970
- 15. März 1970, 4 h Monza (Div. 2 + 3), BMW 1600, DNF
- 24. Mai 1970, GP Brno, BMW 1602, DNF
- 14. Juni 1970, DARM Hockenheim (GT + 1.3), Porsche, DNA
- 5. Juli 1970, Hockenheim (GT + 1.6/T + 2.0), Porsche 911 T, 12. Platz
- 12. Juli 1970, GP Nürburgring, BMW 1602, DNF
- 26. Juli 1970, 24 h Spa, BMW 1600, DNF
- 27. September 1970, 4 h Jarama, BMW 1600, DNF
- 11. Oktober 1970, 1000 km Zeltweg, Porsche 914, 12. Platz

#### 1971
- 14. März 1971, 4 h Monza, BMW 2002, 6. Platz
- 11. April 1971, ETCC Salzburgring (Div. 2), BMW 2002, DNF
- 16. Mai 1971, Targa Florio, Porsche 914, 13. Platz
- 30. Mai 1971, 1000 km Nürburgring, Porsche 908/02, DNS
- 27. Juni 1971, 24 h Nürburgring, BMW 2002, erster Platz[8]
- 25. Juli 1971, 24 h Spa, BMW 2002, DNA
- 11. September 1971, 12 h Paul Ricard, BMW 2002, DNF

#### 2007
- 10. Juni 2007, 24 h Nürburgring, BMW M3 Compact[9]

### Einzelergebnisse in der Sportwagen-Weltmeisterschaft
| Saison | Team                                     | Rennwagen               | 1   | 2   | 3   | 4   | 5   | 6   | 7   | 8   | 9   | 10  |
| ------ | ---------------------------------------- | ----------------------- | --- | --- | --- | --- | --- | --- | --- | --- | --- | --- |
| 1968   | Ferfried von Hohenzollern                | Porsche 911             | DAY | SEB | BRH | MON | TAR | NÜR | SPA | WAT | ZEL | LEM |
| 1968   | Ferfried von Hohenzollern                | Porsche 911             | DNF |     |     |     |     |     |     |     |     |     |
| 1969   | Hans-Dieter Weigel Hans-Dieter Blatzheim | Porsche 911 Porsche 910 | DAY | SEB | BRH | MON | TAR | SPA | NÜR | LEM | WAT | ZEL |
| 1969   | Hans-Dieter Weigel Hans-Dieter Blatzheim | Porsche 911 Porsche 910 |     |     |     |     | 48  |     | DNF |     |     | 14  |
| 1970   | Strähle KG                               | Porsche 914             | DAY | SEB | BRH | MON | TAR | SPA | NÜR | LEM | WAT | ZEL |
| 1970   | Strähle KG                               | Porsche 914             |     |     |     |     |     |     | 12  |     |     |     |

## Veröffentlichungen
- mit Moritz Prinz von Hohenzollern: Chili Royal. Das Kochbuch zweier Prinzen. Pichler, Wien 2008, ISBN 978-3-85431-462-2.
- mit Moritz Prinz von Hohenzollern: Die Küche der Prinzen. Raffiniertes für Feinschmecker. Avantgarde Edition in Verlagsgruppe Styria, Frankfurt am Main 2009, ISBN 978-3-99011-005-8.

## Vorfahren
| Ahnentafel Ferfried Prinz von Hohenzollern  | Ahnentafel Ferfried Prinz von Hohenzollern                                                  | Ahnentafel Ferfried Prinz von Hohenzollern                                                  | Ahnentafel Ferfried Prinz von Hohenzollern                                                  | Ahnentafel Ferfried Prinz von Hohenzollern                                                  | Ahnentafel Ferfried Prinz von Hohenzollern                                                    | Ahnentafel Ferfried Prinz von Hohenzollern                                                    | Ahnentafel Ferfried Prinz von Hohenzollern                                                    | Ahnentafel Ferfried Prinz von Hohenzollern                                                    |
| ------------------------------------------- | ------------------------------------------------------------------------------------------- | ------------------------------------------------------------------------------------------- | ------------------------------------------------------------------------------------------- | ------------------------------------------------------------------------------------------- | --------------------------------------------------------------------------------------------- | --------------------------------------------------------------------------------------------- | --------------------------------------------------------------------------------------------- | --------------------------------------------------------------------------------------------- |
| Urgroßeltern                                | Leopold von Hohenzollern (1835–1905) ⚭ 1861 Antonia Maria von Portugal (1845–1913)          | Leopold von Hohenzollern (1835–1905) ⚭ 1861 Antonia Maria von Portugal (1845–1913)          | Ludwig von Neapel-Sizilien (1838–1886) ⚭ 1861 Mathilde in Bayern (1843–1925)                | Ludwig von Neapel-Sizilien (1838–1886) ⚭ 1861 Mathilde in Bayern (1843–1925)                | Georg von Sachsen (1832–1904) ⚭ 1859 Maria Anna von Portugal (1843–1884)                      | Georg von Sachsen (1832–1904) ⚭ 1859 Maria Anna von Portugal (1843–1884)                      | Ferdinand IV. von Österreich-Toskana (1835–1908) ⚭ 1868 Alicia von Bourbon-Parma (1849–1935)  | Ferdinand IV. von Österreich-Toskana (1835–1908) ⚭ 1868 Alicia von Bourbon-Parma (1849–1935)  |
| Großeltern                                  | Wilhelm von Hohenzollern (1864–1927) ⚭ 1889 Maria Theresia von Bourbon-Sizilien (1867–1909) | Wilhelm von Hohenzollern (1864–1927) ⚭ 1889 Maria Theresia von Bourbon-Sizilien (1867–1909) | Wilhelm von Hohenzollern (1864–1927) ⚭ 1889 Maria Theresia von Bourbon-Sizilien (1867–1909) | Wilhelm von Hohenzollern (1864–1927) ⚭ 1889 Maria Theresia von Bourbon-Sizilien (1867–1909) | Friedrich August III. von Sachsen (1865–1932) ⚭ 1891 Luise von Österreich-Toskana (1870–1947) | Friedrich August III. von Sachsen (1865–1932) ⚭ 1891 Luise von Österreich-Toskana (1870–1947) | Friedrich August III. von Sachsen (1865–1932) ⚭ 1891 Luise von Österreich-Toskana (1870–1947) | Friedrich August III. von Sachsen (1865–1932) ⚭ 1891 Luise von Österreich-Toskana (1870–1947) |
| Eltern                                      | Friedrich von Hohenzollern (1891–1965) ⚭ Margarete von Sachsen (1900–1962)                  | Friedrich von Hohenzollern (1891–1965) ⚭ Margarete von Sachsen (1900–1962)                  | Friedrich von Hohenzollern (1891–1965) ⚭ Margarete von Sachsen (1900–1962)                  | Friedrich von Hohenzollern (1891–1965) ⚭ Margarete von Sachsen (1900–1962)                  | Friedrich von Hohenzollern (1891–1965) ⚭ Margarete von Sachsen (1900–1962)                    | Friedrich von Hohenzollern (1891–1965) ⚭ Margarete von Sachsen (1900–1962)                    | Friedrich von Hohenzollern (1891–1965) ⚭ Margarete von Sachsen (1900–1962)                    | Friedrich von Hohenzollern (1891–1965) ⚭ Margarete von Sachsen (1900–1962)                    |
| Ferfried Prinz von Hohenzollern (1943–2022) |                                                                                             |                                                                                             |                                                                                             |                                                                                             |                                                                                               |                                                                                               |                                                                                               |                                                                                               |